# Milorad Protić
| (1517) Beograd     | 20 de marzo de 1938     |
| (1550) Tito        | 29 de noviembre de 1937 |
| (1554) Yugoslavia  | 6 de septiembre de 1940 |
| (1564) Srbija      | 15 de octubre de 1936   |
| (1675) Simonida    | 20 de marzo de 1938     |
| (2244) Tesla       | 22 de octubre de 1952   |
| (2348) Michkovitch | 10 de enero de 1939     |

Milorad B. Protić (en serbio: Милорад Б. Протић; Belgrado, 6 de agosto de 1911 – ibídem, 29 de octubre de 2001) fue un astrónomo serbio, descubridor de cometas y planetas menores, y director del Observatorio de Belgrado en tres períodos.

## Semblanza
Protić está acreditado por el Centro de Planetas Menores con el descubrimiento de 7 asteroides nominados entre 1936 y 1952, incluyendo los asteroides (1675) Simonida (nombrado en memoria de la reina Simonida, mujer del rey serbio medieval Esteban Milutin) y (2348) Michkovitch (un raro integrante de la familia Erigone, nombrado en honor de Vojislav Mišković (1892-1976), miembro de la Academia de las Artes y de las Ciencias de Serbia, y director del Observatorio de Belgrado). Protić también descubrió independientemente el cometa C/1947 Y1.
Murió el 29 de octubre de 2001 en Belgrado.

## Eponimia
- El asteroide del cinturón principal (22278) Protitch, descubierto en 1983 desde Chile por Henri Debehogne en el Observatorio de La Silla, fue nombrado en su honor.[2] La denominación oficial se publicó el 30 de diciembre de 2001 (M.P.C. 44186).[4]
- El asteroide del cinturón principal exterior (1724) Vladimir lleva el nombre de un nieto de Protić,[5] mientras que el asteroide (5397) Vojislava está dedicado a su hija, Vojislava Protić-Benišek,[6] con la que trabajó en el observatorio desde 1972. Vojislava, junto con su marido e hijo, continuaron la labor de Protić.